# 1422
Portal Geschichte | Portal Biografien | Aktuelle Ereignisse | Jahreskalender | Tagesartikel

◄ |
14. Jahrhundert |
15. Jahrhundert
| 16. Jahrhundert | ►

◄ |
1390er |
1400er |
1410er |
1420er
| 1430er | 1440er | 1450er | ►

◄◄ |
◄ |
1418 |
1419 |
1420 |
1421 |
1422
| 1423 | 1424 | 1425 | 1426 | ► | ►►
Staatsoberhäupter  · Nekrolog   · Musikjahr
| Januar | Januar | Januar | Januar | Januar | Januar | Januar | Januar |
| Kw     | Mo     | Di     | Mi     | Do     | Fr     | Sa     | So     |
| ------ | ------ | ------ | ------ | ------ | ------ | ------ | ------ |
| 1      |        |        |        | 1      | 2      | 3      | 4      |
| 2      | 5      | 6      | 7      | 8      | 9      | 10     | 11     |
| 3      | 12     | 13     | 14     | 15     | 16     | 17     | 18     |
| 4      | 19     | 20     | 21     | 22     | 23     | 24     | 25     |
| 5      | 26     | 27     | 28     | 29     | 30     | 31     |        |

| Februar | Februar | Februar | Februar | Februar | Februar | Februar | Februar |
| Kw      | Mo      | Di      | Mi      | Do      | Fr      | Sa      | So      |
| ------- | ------- | ------- | ------- | ------- | ------- | ------- | ------- |
| 5       |         |         |         |         |         |         | 1       |
| 6       | 2       | 3       | 4       | 5       | 6       | 7       | 8       |
| 7       | 9       | 10      | 11      | 12      | 13      | 14      | 15      |
| 8       | 16      | 17      | 18      | 19      | 20      | 21      | 22      |
| 9       | 23      | 24      | 25      | 26      | 27      | 28      |         |

| März | März | März | März | März | März | März | März |
| Kw   | Mo   | Di   | Mi   | Do   | Fr   | Sa   | So   |
| ---- | ---- | ---- | ---- | ---- | ---- | ---- | ---- |
| 9    |      |      |      |      |      |      | 1    |
| 10   | 2    | 3    | 4    | 5    | 6    | 7    | 8    |
| 11   | 9    | 10   | 11   | 12   | 13   | 14   | 15   |
| 12   | 16   | 17   | 18   | 19   | 20   | 21   | 22   |
| 13   | 23   | 24   | 25   | 26   | 27   | 28   | 29   |
| 14   | 30   | 31   |      |      |      |      |      |

| April | April | April | April | April | April | April | April |
| Kw    | Mo    | Di    | Mi    | Do    | Fr    | Sa    | So    |
| ----- | ----- | ----- | ----- | ----- | ----- | ----- | ----- |
| 14    |       |       | 1     | 2     | 3     | 4     | 5     |
| 15    | 6     | 7     | 8     | 9     | 10    | 11    | 12    |
| 16    | 13    | 14    | 15    | 16    | 17    | 18    | 19    |
| 17    | 20    | 21    | 22    | 23    | 24    | 25    | 26    |
| 18    | 27    | 28    | 29    | 30    |       |       |       |

| Mai | Mai | Mai | Mai | Mai | Mai | Mai | Mai |
| Kw  | Mo  | Di  | Mi  | Do  | Fr  | Sa  | So  |
| --- | --- | --- | --- | --- | --- | --- | --- |
| 18  |     |     |     |     | 1   | 2   | 3   |
| 19  | 4   | 5   | 6   | 7   | 8   | 9   | 10  |
| 20  | 11  | 12  | 13  | 14  | 15  | 16  | 17  |
| 21  | 18  | 19  | 20  | 21  | 22  | 23  | 24  |
| 22  | 25  | 26  | 27  | 28  | 29  | 30  | 31  |

| Juni | Juni | Juni | Juni | Juni | Juni | Juni | Juni |
| Kw   | Mo   | Di   | Mi   | Do   | Fr   | Sa   | So   |
| ---- | ---- | ---- | ---- | ---- | ---- | ---- | ---- |
| 23   | 1    | 2    | 3    | 4    | 5    | 6    | 7    |
| 24   | 8    | 9    | 10   | 11   | 12   | 13   | 14   |
| 25   | 15   | 16   | 17   | 18   | 19   | 20   | 21   |
| 26   | 22   | 23   | 24   | 25   | 26   | 27   | 28   |
| 27   | 29   | 30   |      |      |      |      |      |

| Juli | Juli | Juli | Juli | Juli | Juli | Juli | Juli |
| Kw   | Mo   | Di   | Mi   | Do   | Fr   | Sa   | So   |
| ---- | ---- | ---- | ---- | ---- | ---- | ---- | ---- |
| 27   |      |      | 1    | 2    | 3    | 4    | 5    |
| 28   | 6    | 7    | 8    | 9    | 10   | 11   | 12   |
| 29   | 13   | 14   | 15   | 16   | 17   | 18   | 19   |
| 30   | 20   | 21   | 22   | 23   | 24   | 25   | 26   |
| 31   | 27   | 28   | 29   | 30   | 31   |      |      |

| August | August | August | August | August | August | August | August |
| Kw     | Mo     | Di     | Mi     | Do     | Fr     | Sa     | So     |
| ------ | ------ | ------ | ------ | ------ | ------ | ------ | ------ |
| 31     |        |        |        |        |        | 1      | 2      |
| 32     | 3      | 4      | 5      | 6      | 7      | 8      | 9      |
| 33     | 10     | 11     | 12     | 13     | 14     | 15     | 16     |
| 34     | 17     | 18     | 19     | 20     | 21     | 22     | 23     |
| 35     | 24     | 25     | 26     | 27     | 28     | 29     | 30     |
| 36     | 31     |        |        |        |        |        |        |

| September | September | September | September | September | September | September | September |
| Kw        | Mo        | Di        | Mi        | Do        | Fr        | Sa        | So        |
| --------- | --------- | --------- | --------- | --------- | --------- | --------- | --------- |
| 36        |           | 1         | 2         | 3         | 4         | 5         | 6         |
| 37        | 7         | 8         | 9         | 10        | 11        | 12        | 13        |
| 38        | 14        | 15        | 16        | 17        | 18        | 19        | 20        |
| 39        | 21        | 22        | 23        | 24        | 25        | 26        | 27        |
| 40        | 28        | 29        | 30        |           |           |           |           |

| Oktober | Oktober | Oktober | Oktober | Oktober | Oktober | Oktober | Oktober |
| Kw      | Mo      | Di      | Mi      | Do      | Fr      | Sa      | So      |
| ------- | ------- | ------- | ------- | ------- | ------- | ------- | ------- |
| 40      |         |         |         | 1       | 2       | 3       | 4       |
| 41      | 5       | 6       | 7       | 8       | 9       | 10      | 11      |
| 42      | 12      | 13      | 14      | 15      | 16      | 17      | 18      |
| 43      | 19      | 20      | 21      | 22      | 23      | 24      | 25      |
| 44      | 26      | 27      | 28      | 29      | 30      | 31      |         |

| November | November | November | November | November | November | November | November |
| Kw       | Mo       | Di       | Mi       | Do       | Fr       | Sa       | So       |
| -------- | -------- | -------- | -------- | -------- | -------- | -------- | -------- |
| 44       |          |          |          |          |          |          | 1        |
| 45       | 2        | 3        | 4        | 5        | 6        | 7        | 8        |
| 46       | 9        | 10       | 11       | 12       | 13       | 14       | 15       |
| 47       | 16       | 17       | 18       | 19       | 20       | 21       | 22       |
| 48       | 23       | 24       | 25       | 26       | 27       | 28       | 29       |
| 49       | 30       |          |          |          |          |          |          |

| Dezember | Dezember | Dezember | Dezember | Dezember | Dezember | Dezember | Dezember |
| Kw       | Mo       | Di       | Mi       | Do       | Fr       | Sa       | So       |
| -------- | -------- | -------- | -------- | -------- | -------- | -------- | -------- |
| 49       |          | 1        | 2        | 3        | 4        | 5        | 6        |
| 50       | 7        | 8        | 9        | 10       | 11       | 12       | 13       |
| 51       | 14       | 15       | 16       | 17       | 18       | 19       | 20       |
| 52       | 21       | 22       | 23       | 24       | 25       | 26       | 27       |
| 53       | 28       | 29       | 30       | 31       |          |          |          |

| Januar | Januar | Januar | Januar | Januar | Januar | Januar | Januar |
| Kw     | Mo     | Di     | Mi     | Do     | Fr     | Sa     | So     |
| ------ | ------ | ------ | ------ | ------ | ------ | ------ | ------ |
| 1      |        |        |        | 1      | 2      | 3      | 4      |
| 2      | 5      | 6      | 7      | 8      | 9      | 10     | 11     |
| 3      | 12     | 13     | 14     | 15     | 16     | 17     | 18     |
| 4      | 19     | 20     | 21     | 22     | 23     | 24     | 25     |
| 5      | 26     | 27     | 28     | 29     | 30     | 31     |        |

| Februar | Februar | Februar | Februar | Februar | Februar | Februar | Februar |
| Kw      | Mo      | Di      | Mi      | Do      | Fr      | Sa      | So      |
| ------- | ------- | ------- | ------- | ------- | ------- | ------- | ------- |
| 5       |         |         |         |         |         |         | 1       |
| 6       | 2       | 3       | 4       | 5       | 6       | 7       | 8       |
| 7       | 9       | 10      | 11      | 12      | 13      | 14      | 15      |
| 8       | 16      | 17      | 18      | 19      | 20      | 21      | 22      |
| 9       | 23      | 24      | 25      | 26      | 27      | 28      |         |

| März | März | März | März | März | März | März | März |
| Kw   | Mo   | Di   | Mi   | Do   | Fr   | Sa   | So   |
| ---- | ---- | ---- | ---- | ---- | ---- | ---- | ---- |
| 9    |      |      |      |      |      |      | 1    |
| 10   | 2    | 3    | 4    | 5    | 6    | 7    | 8    |
| 11   | 9    | 10   | 11   | 12   | 13   | 14   | 15   |
| 12   | 16   | 17   | 18   | 19   | 20   | 21   | 22   |
| 13   | 23   | 24   | 25   | 26   | 27   | 28   | 29   |
| 14   | 30   | 31   |      |      |      |      |      |

| April | April | April | April | April | April | April | April |
| Kw    | Mo    | Di    | Mi    | Do    | Fr    | Sa    | So    |
| ----- | ----- | ----- | ----- | ----- | ----- | ----- | ----- |
| 14    |       |       | 1     | 2     | 3     | 4     | 5     |
| 15    | 6     | 7     | 8     | 9     | 10    | 11    | 12    |
| 16    | 13    | 14    | 15    | 16    | 17    | 18    | 19    |
| 17    | 20    | 21    | 22    | 23    | 24    | 25    | 26    |
| 18    | 27    | 28    | 29    | 30    |       |       |       |

| Mai | Mai | Mai | Mai | Mai | Mai | Mai | Mai |
| Kw  | Mo  | Di  | Mi  | Do  | Fr  | Sa  | So  |
| --- | --- | --- | --- | --- | --- | --- | --- |
| 18  |     |     |     |     | 1   | 2   | 3   |
| 19  | 4   | 5   | 6   | 7   | 8   | 9   | 10  |
| 20  | 11  | 12  | 13  | 14  | 15  | 16  | 17  |
| 21  | 18  | 19  | 20  | 21  | 22  | 23  | 24  |
| 22  | 25  | 26  | 27  | 28  | 29  | 30  | 31  |

| Juni | Juni | Juni | Juni | Juni | Juni | Juni | Juni |
| Kw   | Mo   | Di   | Mi   | Do   | Fr   | Sa   | So   |
| ---- | ---- | ---- | ---- | ---- | ---- | ---- | ---- |
| 23   | 1    | 2    | 3    | 4    | 5    | 6    | 7    |
| 24   | 8    | 9    | 10   | 11   | 12   | 13   | 14   |
| 25   | 15   | 16   | 17   | 18   | 19   | 20   | 21   |
| 26   | 22   | 23   | 24   | 25   | 26   | 27   | 28   |
| 27   | 29   | 30   |      |      |      |      |      |

| Juli | Juli | Juli | Juli | Juli | Juli | Juli | Juli |
| Kw   | Mo   | Di   | Mi   | Do   | Fr   | Sa   | So   |
| ---- | ---- | ---- | ---- | ---- | ---- | ---- | ---- |
| 27   |      |      | 1    | 2    | 3    | 4    | 5    |
| 28   | 6    | 7    | 8    | 9    | 10   | 11   | 12   |
| 29   | 13   | 14   | 15   | 16   | 17   | 18   | 19   |
| 30   | 20   | 21   | 22   | 23   | 24   | 25   | 26   |
| 31   | 27   | 28   | 29   | 30   | 31   |      |      |

| August | August | August | August | August | August | August | August |
| Kw     | Mo     | Di     | Mi     | Do     | Fr     | Sa     | So     |
| ------ | ------ | ------ | ------ | ------ | ------ | ------ | ------ |
| 31     |        |        |        |        |        | 1      | 2      |
| 32     | 3      | 4      | 5      | 6      | 7      | 8      | 9      |
| 33     | 10     | 11     | 12     | 13     | 14     | 15     | 16     |
| 34     | 17     | 18     | 19     | 20     | 21     | 22     | 23     |
| 35     | 24     | 25     | 26     | 27     | 28     | 29     | 30     |
| 36     | 31     |        |        |        |        |        |        |

| September | September | September | September | September | September | September | September |
| Kw        | Mo        | Di        | Mi        | Do        | Fr        | Sa        | So        |
| --------- | --------- | --------- | --------- | --------- | --------- | --------- | --------- |
| 36        |           | 1         | 2         | 3         | 4         | 5         | 6         |
| 37        | 7         | 8         | 9         | 10        | 11        | 12        | 13        |
| 38        | 14        | 15        | 16        | 17        | 18        | 19        | 20        |
| 39        | 21        | 22        | 23        | 24        | 25        | 26        | 27        |
| 40        | 28        | 29        | 30        |           |           |           |           |

| Oktober | Oktober | Oktober | Oktober | Oktober | Oktober | Oktober | Oktober |
| Kw      | Mo      | Di      | Mi      | Do      | Fr      | Sa      | So      |
| ------- | ------- | ------- | ------- | ------- | ------- | ------- | ------- |
| 40      |         |         |         | 1       | 2       | 3       | 4       |
| 41      | 5       | 6       | 7       | 8       | 9       | 10      | 11      |
| 42      | 12      | 13      | 14      | 15      | 16      | 17      | 18      |
| 43      | 19      | 20      | 21      | 22      | 23      | 24      | 25      |
| 44      | 26      | 27      | 28      | 29      | 30      | 31      |         |

| November | November | November | November | November | November | November | November |
| Kw       | Mo       | Di       | Mi       | Do       | Fr       | Sa       | So       |
| -------- | -------- | -------- | -------- | -------- | -------- | -------- | -------- |
| 44       |          |          |          |          |          |          | 1        |
| 45       | 2        | 3        | 4        | 5        | 6        | 7        | 8        |
| 46       | 9        | 10       | 11       | 12       | 13       | 14       | 15       |
| 47       | 16       | 17       | 18       | 19       | 20       | 21       | 22       |
| 48       | 23       | 24       | 25       | 26       | 27       | 28       | 29       |
| 49       | 30       |          |          |          |          |          |          |

| Dezember | Dezember | Dezember | Dezember | Dezember | Dezember | Dezember | Dezember |
| Kw       | Mo       | Di       | Mi       | Do       | Fr       | Sa       | So       |
| -------- | -------- | -------- | -------- | -------- | -------- | -------- | -------- |
| 49       |          | 1        | 2        | 3        | 4        | 5        | 6        |
| 50       | 7        | 8        | 9        | 10       | 11       | 12       | 13       |
| 51       | 14       | 15       | 16       | 17       | 18       | 19       | 20       |
| 52       | 21       | 22       | 23       | 24       | 25       | 26       | 27       |
| 53       | 28       | 29       | 30       | 31       |          |          |          |

## Ereignisse

### Politik und Weltgeschehen

#### Hundertjähriger Krieg

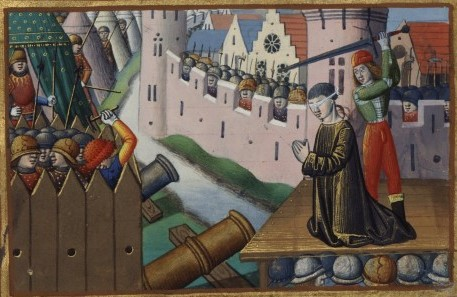
Belagerung von Meaux

Die im Vorjahr begonnene Belagerung von Meaux endet am 9. Mai mit einem Sieg für die belagernden Engländer und mit der Übergabe der Stadt durch die französische Garnison. Doch der englische König Heinrich V. erkrankt während der Belagerung schwer und stirbt im Schloss Vincennes am 31. August an der Ruhr. Nachfolger wird sein acht Monate alter Sohn Heinrich VI., für den die Regentschaft geteilt wird. Sein Onkel Humphrey, Duke of Gloucester, übernimmt die Herrschaft im Königreich England, sein anderer Onkel John of Lancaster, 1. Duke of Bedford, übernimmt die Verwaltung über die von England beherrschten Teile von Frankreich. Heinrichs Mutter Catharine de Valois wird wegen ihrer französischen Abstammung systematisch von ihrem Sohn ferngehalten.
Am 21. Oktober stirbt auch König Karl VI. von Frankreich. Sein im Vorjahr enterbter Sohn Karl VII. lässt sich in Bourges zum König ausrufen und begründet damit die Zeit der Loire-Könige, während die englische Partei seinen Neffen Heinrich VI. als legitimen Nachfolger auf Basis des Vertrags von Troyes sieht.

#### Mailand / Eidgenossenschaft
- 4. April: Mailändische Truppen überfallen und erobern Bellinzona. Die eidgenössischen Orte Uri und Unterwalden, die die Stadt 1419 käuflich erworben haben, rüsten daraufhin zum Krieg und überschreiten den Gotthardpass. Hilfe anderer eidgenössischer Orte erfolgt aber nur zögerlich.

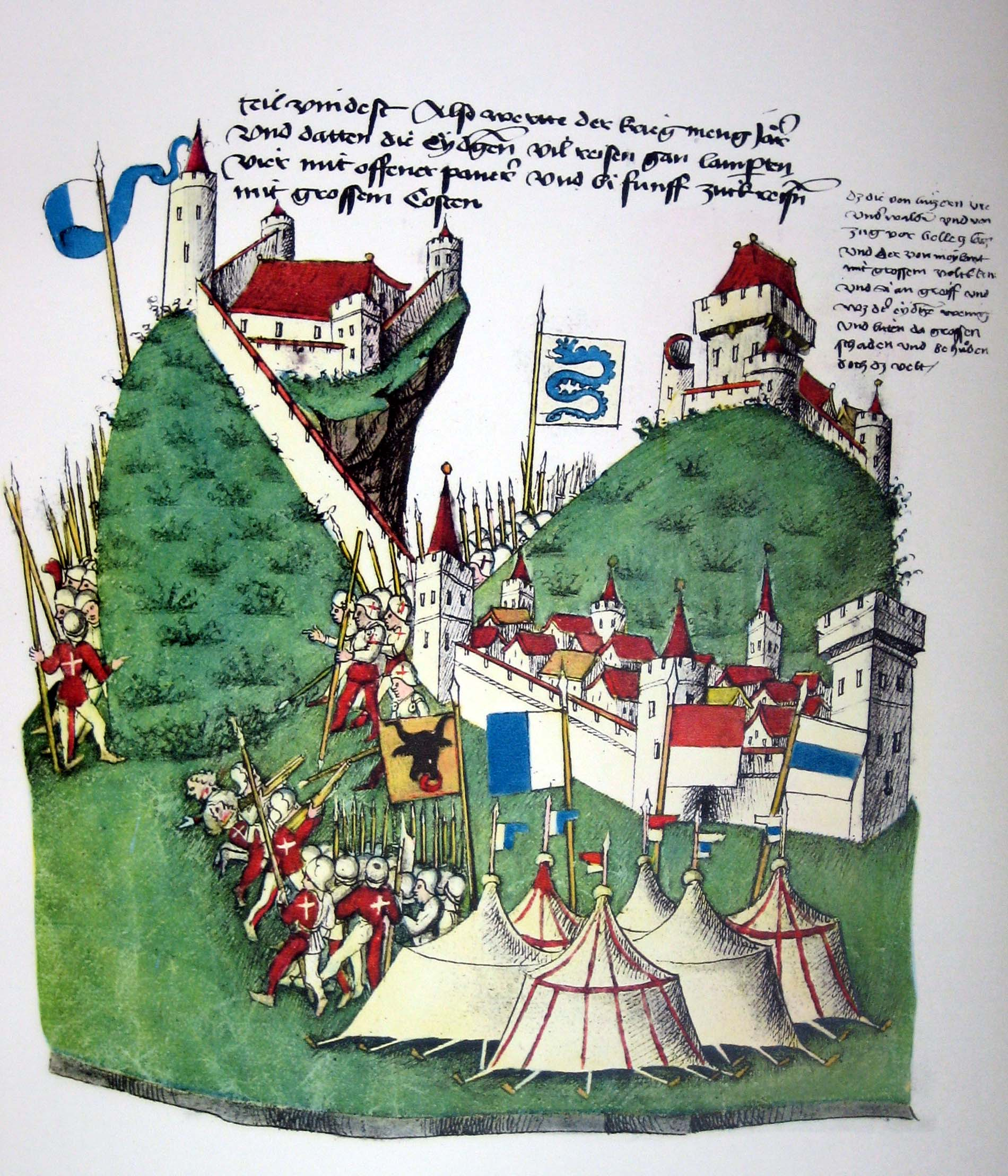
Darstellung der Schlacht bei Arbedo in der Tschachtlanchronik 1470

- 30. Juni: In der Schlacht bei Arbedo im Rahmen der Ennetbirgischen Feldzüge wird die Truppe der Alten Eidgenossenschaft von den Einheiten des Herzogtums Mailand unter dem Befehl des Condottiere Francesco Bussone da Carmagnola in einer Umfassungsbewegung besiegt. Die Eidgenossen befinden sich bereits auf dem Rückzug nach Norden, weil sie sich zuvor einer mutmaßlich sechsfachen Übermacht gegenübersahen.

#### Bayern
Nachdem er die Belagerung Münchens ohne Erfolg abbrechen musste, unterliegt der Wittelsbacher Ludwig VII. von Bayern-Ingolstadt seinen Vettern Ernst und Wilhelm III. von Bayern-München am 19. September in der Schlacht bei Alling, der Entscheidungsschlacht des Bayerischen Krieges. Herzog Ernst stiftet die Kirche St. Maria und Georg in Hoflach zur Erinnerung an die Schlacht. Auf Betreiben König Sigismunds, der seine Kräfte auf die Hussiten konzentrieren möchte, wird am 2. Oktober unter Vermittlung des Eichstätter Fürstbischofs Johann II. von Heideck in Regensburg ein vierjähriger Waffenstillstand zwischen den verfeindeten Parteien geschlossen. Das Herzogtum Bayern-Ingolstadt wird zeitweilig einem königlichen Landeshauptmann unterstellt, Ludwig VII. folgt dem König an dessen Hof in Ungarn und Heinrich XVI. von Bayern-Landshut wird zur Unterstützung des Deutschen Ordens nach Litauen geschickt. Der Streit zwischen den beiden bayerischen Herzögen wird wieder auf den Rechtsweg verlagert. Im gleichen Jahr endet auch der Ochsenkrieg Heinrichs XVI. mit Graf Georg III. von Haag, der den Bayerischen Krieg für seine eigenen Zwecke nutzen wollte.

#### Kursachsen
- vor dem 12. November: Albrecht III., Kurfürst und Herzog von Sachsen-Wittenberg aus dem Geschlecht der Askanier, stirbt ohne erbberechtigte Nachkommen. Da er keine Kinder hinterlässt, endet mit seinem Tod die askanische Regierung in Sachsen-Wittenberg. Der deutsche König Sigismund zieht das Herzogtum als erledigtes Reichslehen ein.

#### Hussitenkriege
- Januar: Der dritte Kreuzzug gegen die Hussiten endet mit zwei weiteren Niederlagen der kaiserlich-katholischen Heere bei Kuttenberg und Deutschbrod.

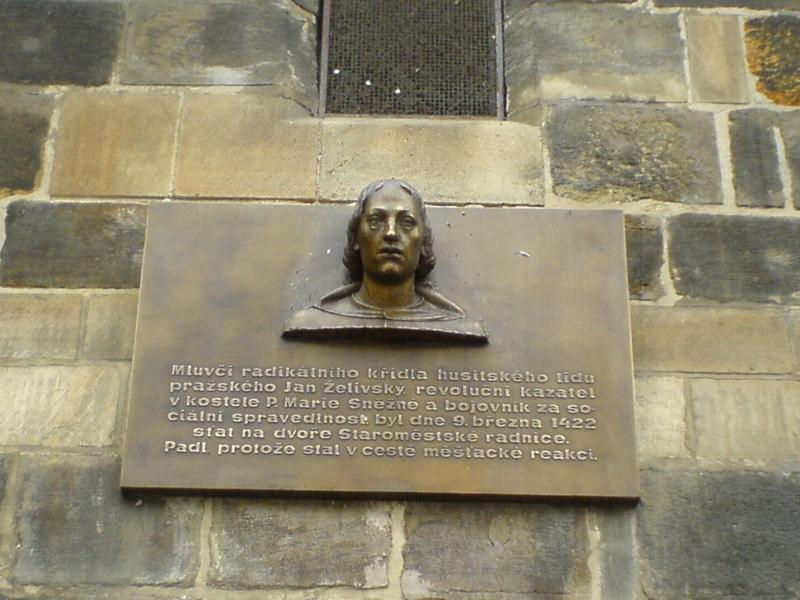
Gedenkplakette für Jan Želivský in der Prager Altstadt

- 9. März: Die Hinrichtung des hussitischen Priesters Jan Želivský löst in Prag blutige Unruhen aus. Darunter leiden besonders Bewohner des jüdischen Viertels, die jedoch am Tod des Hingerichteten keine Verantwortung trifft.
- Die Grausamkeiten, derer sich die Taboriten schuldig machen, erzürnt die Calixtiner derartig, das sie sich abspalten und sich einen eigenen König in der Person des litauischen Prinzen Zygmond Korybut erwählen. Der polnische König Władysław Jagiełło unterstützt seinen Neffen bei diesem Unternehmen. Zusammen mit seinem Bruder Herzog Vytautas zieht Korybut am 17. Mai mit starkem Kriegsvolk in Prag ein. Weil jedoch die Krone Böhmens zur Krönung fehlt, kommt es zu einer fünfmonatigen Belagerung der Burg Karlstein, die letztlich erfolglos bleibt. Als Papst Martin V. darauf besteht, dass Władysław Prinz Korybut sofort abberufe, müssen sich die polnisch-litauischen Truppen am 24. Dezember wieder aus Böhmen zurückziehen.
- Sommer: Die Hussiteneinfälle ins Mühlviertel beginnen. Die Hussiten ziehen bei Rainbach nördlich von Freistadt erstmals ins Mühlviertel und brennen Pregarten und Wartberg ob der Aist nieder.

#### Deutscher Orden / Polen / Litauen
- 10. März: Paul von Rusdorf wird als Nachfolger für den wegen Krankheit zurückgetretenen Michael Küchmeister zum Hochmeister des Deutschen Ordens gewählt. Er führt die Friedensverhandlungen mit Polen und Litauen fort.
- 27. September: Mit dem Frieden vom Melnosee verliert der Deutsche Orden Gebiete in Polen und Litauen wie Nieszawa und Samogitien. Dafür verzichtet der König von Polen auf die Ansprüche auf Pommerellen, Kulmer Land und Michelauer Land.

#### Belagerung von Konstantinopel

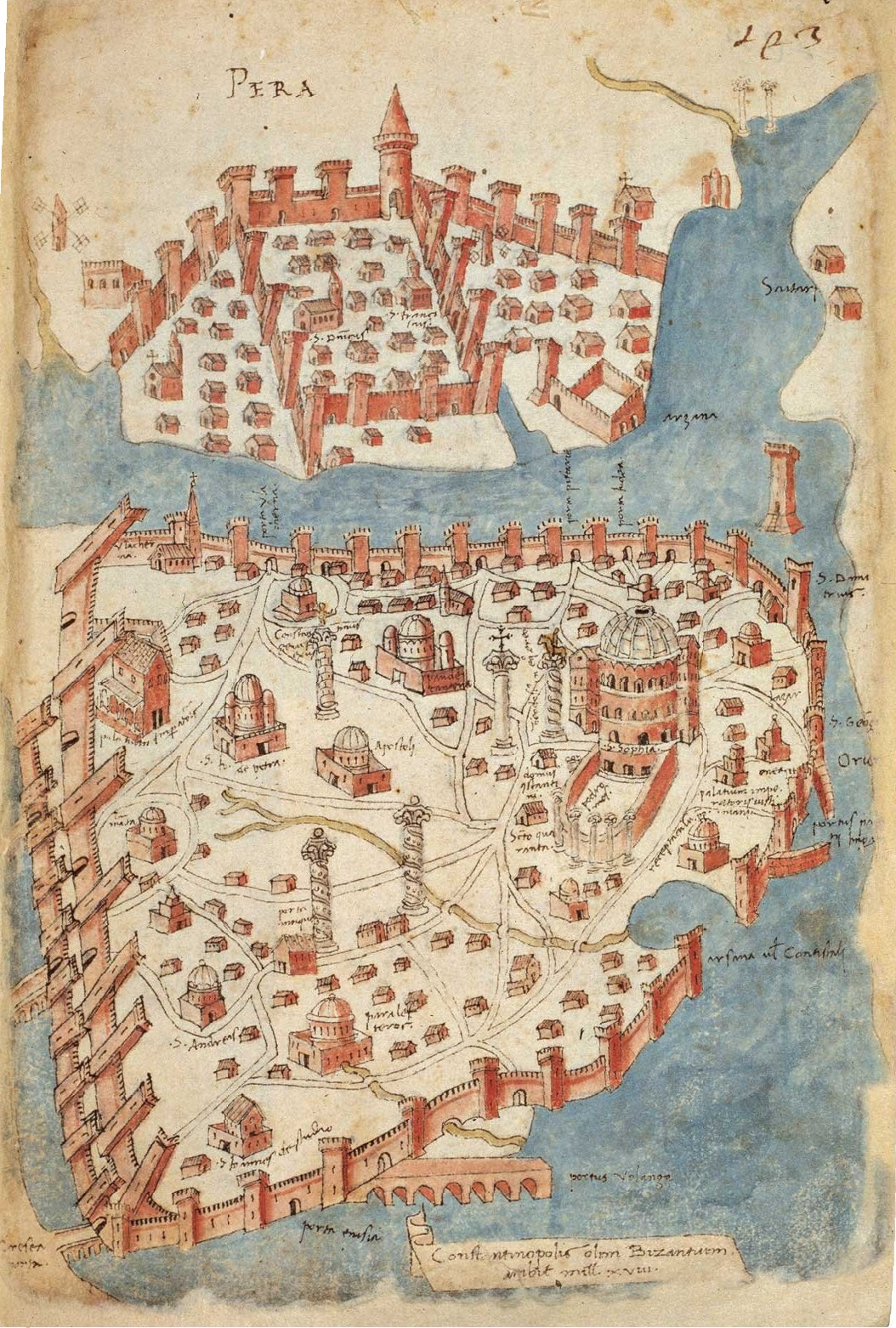
Konstantinopel, Karte von Cristoforo Buondelmonti

- Juni bis September: Johannes VIII., der für seinen von einem Schlaganfall gezeichneten Vater Manuel II. die Regierungsgeschäfte im Byzantinischen Reich übernommen hat, kann die erste Belagerung von Konstantinopel durch das Osmanische Reich unter Murad II. abwehren. Die Osmanen haben Byzanz angegriffen, nachdem sich Manuel II. in die Thronfolge nach dem im Vorjahr verstorbenen Mehmed I. eingemischt hat.

### Wirtschaft
- Markgraf Friedrich IV. von Kulmbach-Ansbach verleiht der Familie Rittmayer das Braurecht.

### Kultur

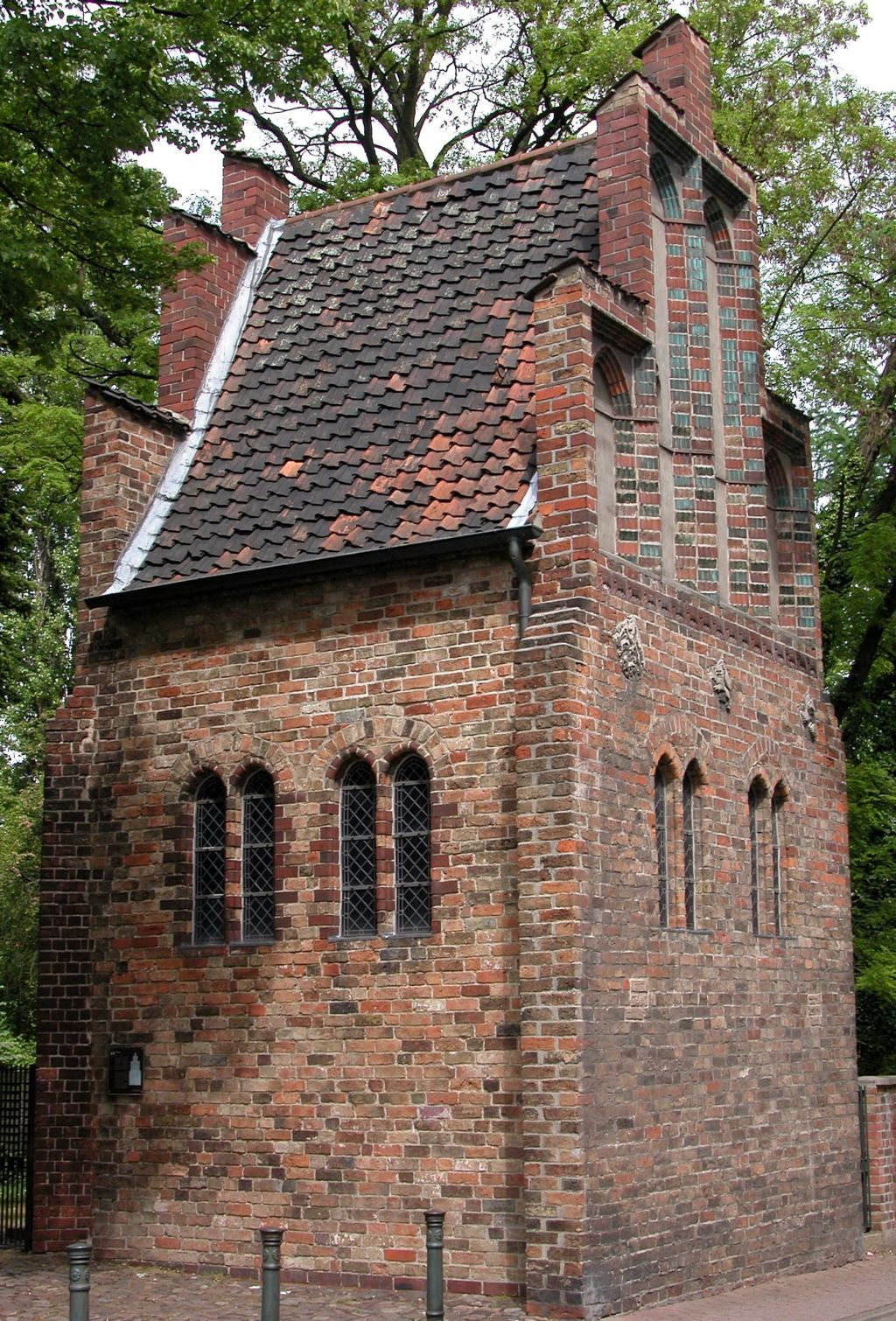
Südwestansicht der Liberei

- 25. April: Die Liberei in Braunschweig wird fertiggestellt. Der Bau der Bibliothek im Stil der Backsteingotik ist wegen des Braunschweiger Pfaffenkrieges um fast zehn Jahre verzögert worden.

### Religion
- Katharina Knoll gründet das Kloster Königshofen an der Heide.

## Geboren

### Geburtsdatum gesichert
- 08. März: Jacopo Ammannati Piccolomini, italienischer Gelehrter und Kardinal der katholischen Kirche († 1479)
- 28. März: Angelus Geraldini, italienischer Diplomat im Dienste der Päpste und der Krone von Aragon, Bischof von Sessa Aurunca und Cammin († 1486)
- 21. Mai: Heinrich von Sachsen, Fürst aus der Dynastie der Wettiner († 1435)
- 07. Juni: Federico da Montefeltro, italienischer Condottiere, Herzog von Urbino († 1482)
- 30. September: Barbara von Brandenburg, Markgräfin von Mantua († 1481)

### Genaues Geburtsdatum unbekannt
- Victor von Carben, jüdischer Gelehrter und Rabbiner, konvertierte zum Katholizismus, katholischer Priester († 1515)
- Georg Emmerich, deutscher Kaufmann, Bürgermeister von Görlitz († 1507)
- Georgius de Hungaria, siebenbürgischer Dominikaner, Geisel der Osmanen und Autor († 1502)
- Mircea II., Fürst der Walachei († 1446)
- Ulrich Schwarz, deutscher Ratsherr und Stadtpfleger in Augsburg († 1478)
- Giacopo Antonio Venier, spanischer Kardinal († 1479)
- Hans von Waltheim, deutscher Patrizier, Reisender und Pilger († 1479)

### Geboren um 1422
- William Caxton, englischer Buchdrucker, Verleger und Übersetzer († 1491)
- Giovanni Battista Savelli, italienischer Kardinal († 1498)

## Gestorben

### Todesdatum gesichert
- 09. März: Jan Želivský, tschechischer Priester der Hussiten (* um 1380)
- 13. März: John Clifford, 7. Baron de Clifford, englischer Adeliger (* um 1388)
- 15. Mai: Gerhard II. von Goch, Bischof von Naumburg

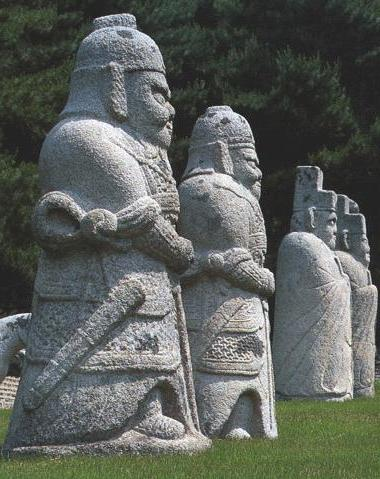
Steinfiguren vor dem Grab König Taejongs

- 30. Mai: Taejong, König der Joseon-Dynastie in Korea (* 1367)
- 08. Juli: Michelle de Valois, französische Prinzessin, Herzogin von Burgund (* 1395)
- 26. August: Taddeo di Bartolo, italienischer Maler (* um 1362/63)
- 31. August: Heinrich V., König von England (* 1386)

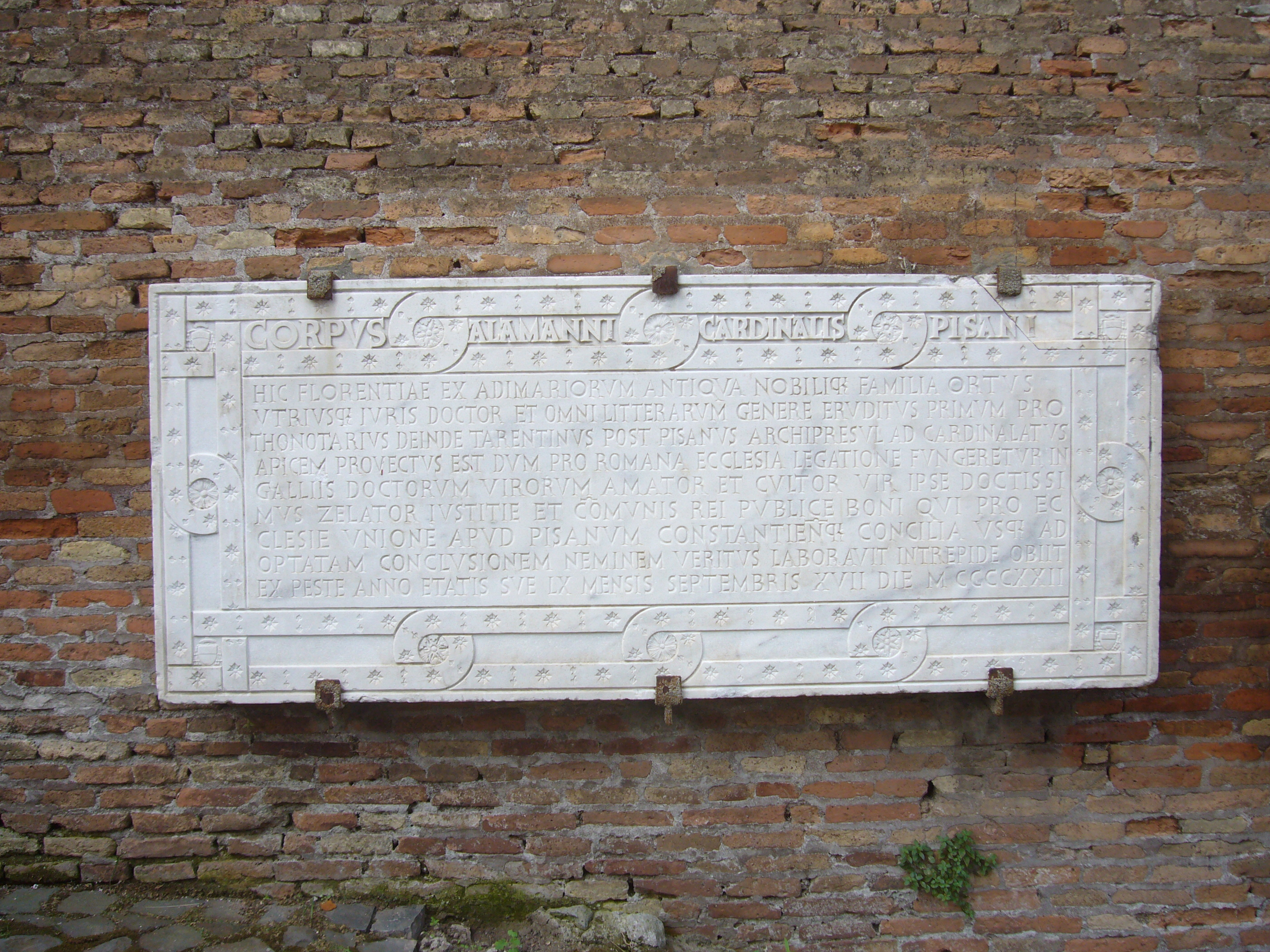
Gedenktafel für den an der Pest gestorbenen Kardinal Alamanno Adimari an der Kirche Santa Francesca Romana in Rom

- 17. September: Alamanno Adimari, Erzbischof von Tarent und Kardinal der katholischen Kirche (* 1362)
- 16. Oktober: Johann IV., Herzog zu Mecklenburg (* um 1378)
- 21. Oktober: Karl VI., König von Frankreich (* 1368)
- 21. Dezember: Engelmar Chrel, Offizial und Generalvikar des Erzbistums Salzburg, Bischof von Chiemsee
- 28. Dezember: Elizabeth Berkeley, englische Magnatin (* um 1386)

### Genaues Todesdatum unbekannt
- vor dem 12. November: Albrecht III., Kurfürst von Sachsen-Wittenberg (* um 1375/1380)

- Gadifer de La Salle, französischer Ritter und Eroberer (* 1355)
- Reinprecht II. von Walsee, Landeshauptmann von Österreich (* um 1345)

### Gestorben um 1422
- Georg I., Reichsgraf der Grafschaft Ortenburg
- Andrew Wyntoun, schottischer Geistlicher und Geschichtsschreiber (* um 1350)